# Amazaspiano I Mamicônio
Amazaspiano Mamicônio (em armênio/arménio: Համազասպյան Ա Մամիկոնյան; romaniz.: Hamazaspyan I Mamikonyan) foi um nobre armênio do século IV.

## Etimologia
Amazaspes (Αμαζάσπες, Amazáspes) ou Amazaspo (Amazaspus; Αμαζάσπος, Amazáspos) são as formas latina e grega do persa médio Hamazaspe (*Hamazāsp) que, em última análise, deriva do persa antigo Hamazaspa (Hamāzāspa). Embora a etimologia precisa de *Hamazāsp/Hamāzāspa permaneça sem solução, pode ser explicada através do avéstico *hamāza-, "colisão/confronto" + aspa-, "cavalo", ou seja, "aquele que possuía corcéis de guerra". Foi registrado em armênio (Համազասպ, Hamazasp) e georgiano (em georgiano: ამაზასპ, Amazasp’) como Hamazaspe. Amazaspiano, em particular, é a junção do nome Amazaspes / Hamazaspe + o sufixo patronímico -yan (յան), indicando seu parentesco com Amazaspo.

## Vida
Amazaspiano era membro da família Mamicônio, porém sua genealogia é confusa. Segundo Christian Settipani, pode ter sido filho de certo Amazaspo, que supostamente era filho de Artavasdes I e uma filha do rei da Ibéria Amazaspo III (r. 260–265). Já Cyril Toumanoff, que corrige o seu nome para Amazaspes, o colocou como filho de Artavasdes II, o filho de Vache I e neto de Artavasdes I. Em ambos os casos, é tido como irmão de Vasaces I, Vardanes I, Vaanes, Amazaspui e Bagoas. Nina Garsoïan descarta a ideia de Toumanoff, pois as fontes deixam claro que Artavasdes II era jovem no ponto que é citado, pelo que seria improvável que fosse pai de tantos filhos. Para corrigir isso, assume que o Amazaspes citado no capítulo XXXVII do livro V das Histórias Épicas de Fausto, o Bizantino no mesmo contexto de Amazaspiano, era um segundo filho de Vache I. Também supõe que este Amazaspes teve ao menos duas esposas, a primeira delas sendo mãe de Vasaces, Vardanes, Amazaspui, Amazaspiano/Amazaspes e Bagoas, e a segunda sendo mãe de Vaanes e outros possíveis filhos. O motivo disso é que Vaanes é citado como meio-irmão de Amazaspui (Histórias Épicas, IV.xlix).